# Cvetko Rajović
Pour les articles homonymes, voir Rajović.
Cvetko Rajović, en serbe cyrillique Цветко Рајовић (né à Vuković près de Trebinje en 1793 - mort le 4 mai 1873 à Belgrade), était un homme politique serbe. Il fut ministre et Représentant du Prince, à un moment où la Serbie était encore une principauté autonome au sein de l’Empire ottoman.

## Biographie
En 1830, Cvetko Rajović fut envoyé en mission à Saint-Pétersbourg en compagnie d'Avram Petronijević. Il s’agissait d’acheter la première presse mécanique destinée à imprimer le journal officiel "Novine Srbske". Ce journal avait été fondé par Dimitrije Davidović en 1813. La nouvelle version parut en janvier 1834.
En février 1839, Cvetko Rajović fit partie du nouveau Conseil du Prince Miloš Ier Obrenović. Mais, le 25 juin 1839, le prince Miloš est contraint d'abdiquer. Son fils, le prince Michel III Obrenović, lui succède à la tête de la Serbie.
De mai 1840 à septembre 1842, Cvetko Rajović fut Ministre de la Justice.
En 1842, le prince Michel, encore inexpérimenté, fut renversé par une rébellion conduite par Toma Vučić-Perišić, un des chefs des "Défenseurs de la Constitution". À la faveur de cette rébellion, la dynastie des Karađorđević, rivale des Obrenović, accéda au pouvoir en la personne du prince Alexandre.
En 1844, resté fidèle aux Obrenović, Cvetko Rajović fut soupçonné d’avoir organisé "la rébellion de Smederevo" contre le prince Alexandre Karađorđević. Cette rébellion est parfois appelée "la rébellion de Rajović".
Le 22 décembre 1858, le prince Alexandre est à son tour contraint d’abdiquer. Le vieux prince Miloš est rappelé au pouvoir.
Du 18 avril 1859 au 8 novembre 1860, Rajović fut le Représentant du Prince, l’équivalent d’un Premier ministre. Il exerça en même temps la fonction de Ministre des Affaires étrangères.